# 1827 na música

## Nascimentos
| Data        | Nome                | Profissão  | Nacionalidade | Observações | Ref |
| ----------- | ------------------- | ---------- | ------------- | ----------- | --- |
| 25 de Abril | Jean Antoine Zinnen | compositor | Luxemburgo    | m. 1898     |     |

## Mortes
| Data        | Nome                 | Profissão  | Nacionalidade | Observações | Ref |
| ----------- | -------------------- | ---------- | ------------- | ----------- | --- |
| 26 de Março | Ludwig van Beethoven | compositor | Alemanha      | n. 1770     |     |